# Dolly Daggers
Dolly Daggers är ett svenskt rock/punk/pop-band från Malmö, grundat 2004. Bandet har starka referenser till 1980-talet och säger sig vara influerade av band som The Cure, New Order, Turbonegro och Madonna. Bandet har haft en del framgångar i bland annat Sverige, Danmark, Tyskland och England. De är mest kända för sina expressiva och oförutsägbara liveframträdanden vilka ofta har en touch av performance art.
Sedan december 2007 är de signade av Roasting House Records.

## Medlemmar
- Ludvig Sersam (sång,
- Anders Alexander Nilsson (trummor)
- Jonatan Sersam (synthesizer, munspel)
- Mattias Welin (Elbas)
- Simon Söfelde (Gitarr)

## Diskografi

### EP
- 2005 – Dolly Daggers.[1]
- 2007 – Circle line

### Singlar
- 2006 – Never Ending

### Musikvideor
- 2006 – Never Ending regisserad av Martin Chab

Best Foreign Music Video vid Moondance International Film Festival 2007, i Hollywood.
Official Selection vid ReelHeart Toronto International Film Festival, 4th Queens International Film Festival, 1st Buffalo Niagara International Film Festival, Montana Independent Film Festival